# Franz Adolf Prohaska von Guelfenburg

Freiherr Prohaska von Guelfenburg in der Uniform eines Obersts des Husarenregiments Nr. 5 „Graf Radetzky“. Porträt von Pietro Benvenuti. Eigentum und Bildrecht: Heeresgeschichtliches Museum Wien

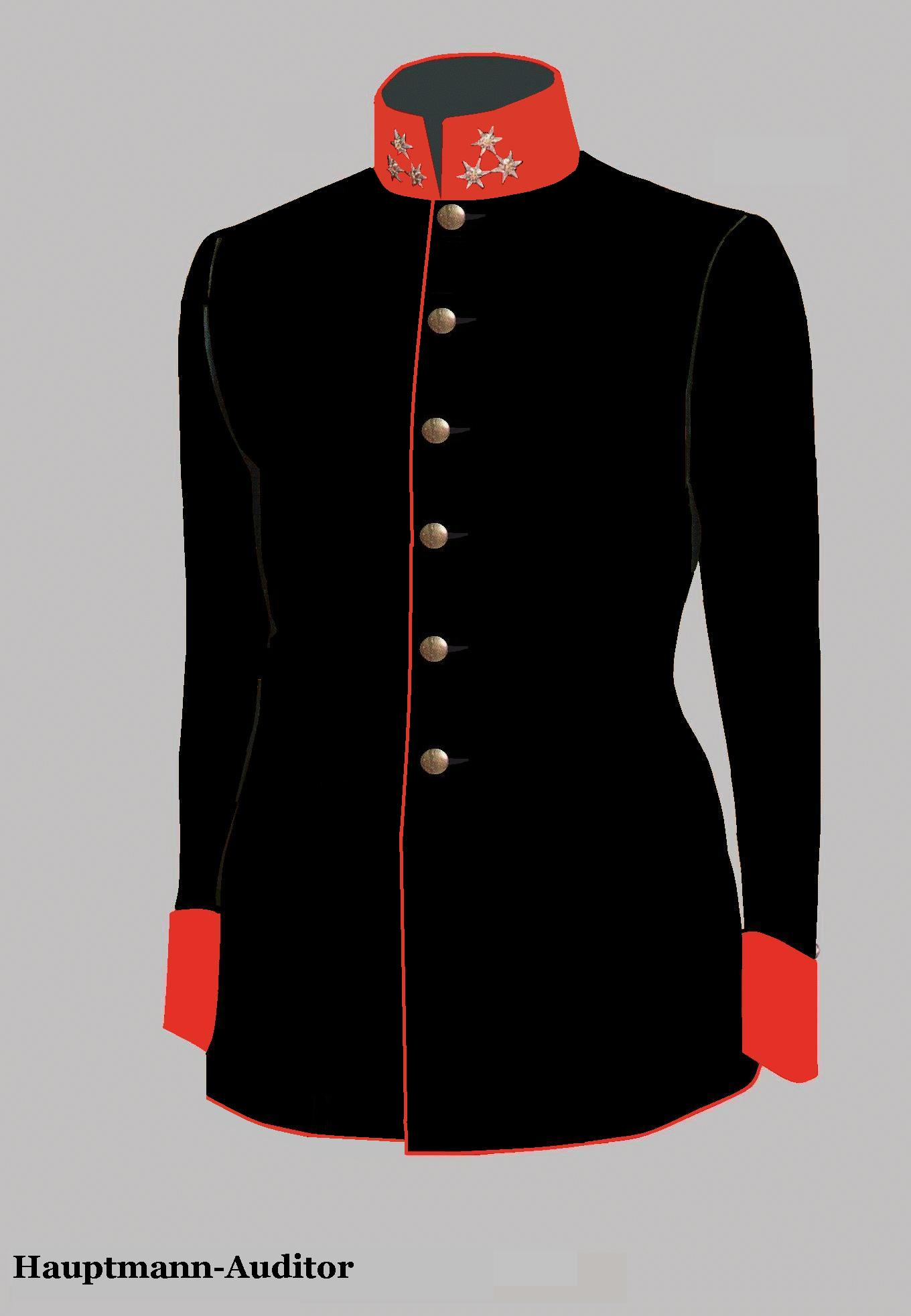
Waffenrock eines Hauptmann-Auditors der k.u.k. Armee

Franz Adolf Prohaska, ab 1816 Freiherr Prohaska von Guelfenburg, (auch Guelphenburg oder Quelfenburg) (* 19. Mai 1768 in Písek; † 20. August 1862 in Wien) war österreichischer Adeliger und Offizier in den Koalitionskriegen.
Er war k.k. General der Kavallerie, Inhaber des k.k. Infanterieregiment Nr. 7, zweiter Präsident des Hofkriegsrates, Ritter des Militär-Maria-Theresien-Ordens, Ritter des päpstlichen Christusordens und des Ordens vom Heiligen Grab, Träger des Muratordens und weiterer militärischer Auszeichnungen.

## Frühe Jahre
Franz Prohaska studierte von 1785 bis 1791 Rechtslehre in Prag. Währenddessen trat er 1789 in das k.k. Militärjustizwesen ein und wurde dem Militärauditoriat zugewiesen. In diesem Verhältnis erhielt er 1792 seine Einteilung beim Ottocaner Grenz-Infanterie-Regiment Nr. 61 als Cantonsauditor. Schon 1794 avancierte er zum Hauptmann-Auditor und kam zum Kroatisch-Slawonischen Grenz-Husaren-Regiment Nr. 12. Die Einheit kämpfte damals im Verband der Reichsarmee am Oberrhein gegen das revolutionäre Frankreich und dessen Verbündete (Erster Koalitionskrieg). Dabei kam Prohaska erstmals mit Kampfhandlungen in Kontakt. Im Jahr 1797 rettete er das Corpsarchiv während eines Rückzuges und zeichnete sich dabei derart aus, dass ihm der Übertritt zum Dienst mit der Waffe mit gleichzeitiger Verzichtsleistung auf die Hauptmannscharge als Oberleutnant in das Grenzhusarenregiment genehmigt wurde.

## Napoleonische Kriege
Nun war Prohaska Truppenoffizier und durch seinen hervorragenden Unternehmungsgeist sowie seine Umsicht während des Feldzuges 1799 wurde er schon Anfang des Jahres 1800 zum Rittmeister ernannt. Sein Verhalten im Dritten Koalitionskrieg von 1805, sowie die rasche Aneignung militärischer Kenntnisse bewirkten, dass Prohaska kurz darauf von Erzherzog Karl nach Wien berufen wurde, um an neuen Reglements und Vorschriften mitzuarbeiten. In Erzherzog Karls Gefolge befand sich Prohaska, seit 1807 Major, auch während des Feldzuges 1809. Im Jahre 1810 rückte er jedoch als Oberstleutnant beim späteren k.u.k. Husarenregiment „Graf Radetzky“ Nr. 5 zum Dienste ein und galt dort als eines der ruhmwürdigsten Mitglieder. 1812 leitete er die Kriegsschule des Regiments.

### Befreiungskriege
Franz Prohaska hatte auch Anteil an den Feldzügen 1813 und 1814, die zur Rückeroberung der ehemals „Illyrischen Provinzen“ Frankreichs durch Österreich führten.
Denkwürdig sind im Hinblick auf den Feldzug 1813 die Besetzung Gurkfelds am 19. August, das Zurücktreiben der Franzosen teils über die Save, teils in ihre Verschanzungen bei Laibach-Tschernutsch (Črnuče) am 30. August, der gelungene Angriff auf des Feindes rechte Flanke bei der Tschernutscher Brücke am 8. September; die von Prohaska für notwendig erkannte und trotz seiner unverhältnismäßig geringen Streitkräfte von ihm erfolgreich durchgeführte Attacke bei Kreutzen am 16. September; die ausschlaggebende Teilnahme an der Erstürmung des Brückenkopfes bei Tschernutsch am 25. September und die Rettung der Brigade Starhemberg bei Rovigo am 8. Oktober. Prohaska war damals bereits Oberst und Regimentskommandant.

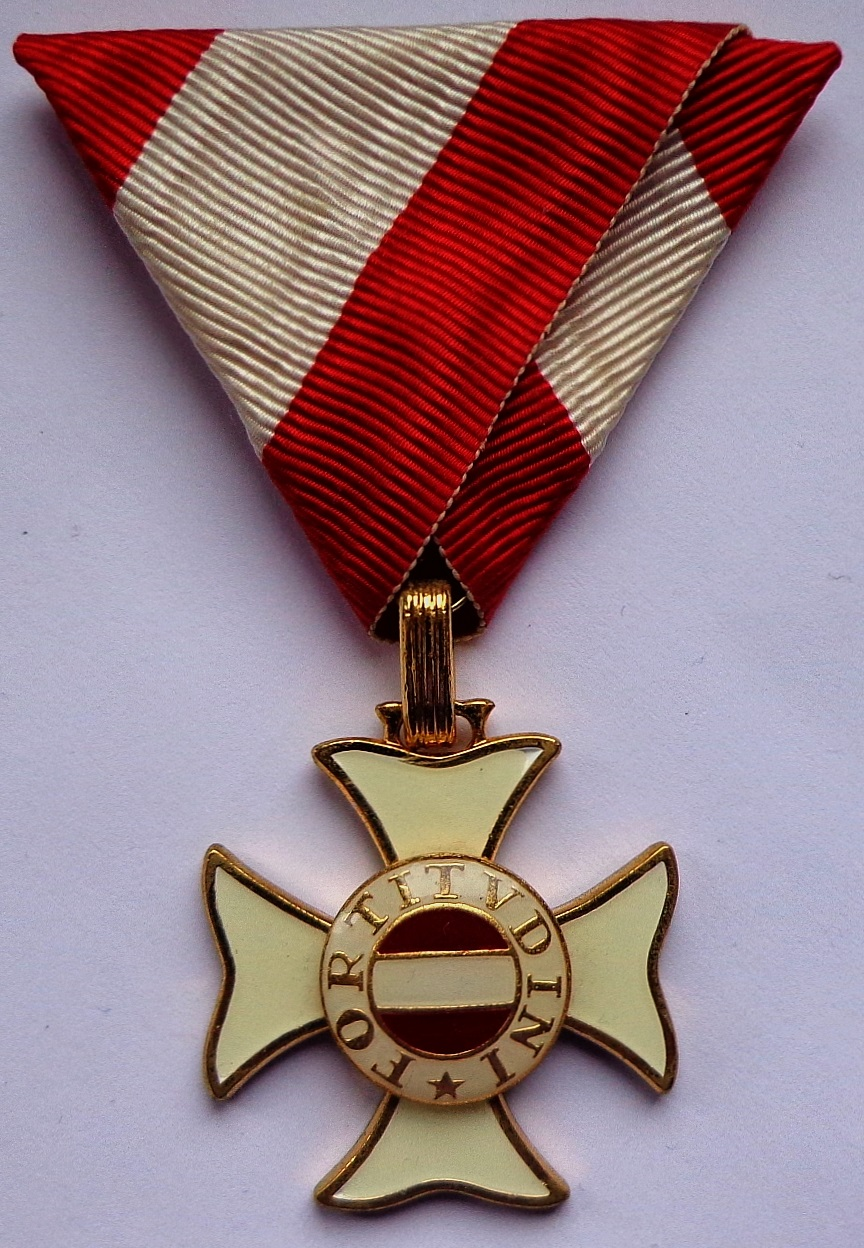
Ritterkreuz des Militär-Maria-Theresien-Ordens

Im Feldzug 1814 knüpft sich seine erste bedeutende Tat an den Tag von Fiorenzuola, wo er am 17. Februar in drei Hauptangriffen mit überraschender Gewandtheit den an Zahl übermächtigen Gegner zum Weichen brachte. Hierauf hat er mit viel Klugheit an allen hinhaltenden Gefechten teilgenommen und am 26. März an der Spitze des Regiments die Übernahme des Papstes Pius VII. aus französischer Gefangenschaft bewirkt (siehe „Übernahme von Papst Pius VII.“). Am 13. April gelang es ihm aber, wieder bei Fiorenzuola sich den Militär-Maria-Theresienorden zu erringen, indem er mit der Vorhut und der Zentrumskolonne, selbst stets im heftigsten Feuer, bis an den Taro vorrückte, mit dem Geschütz die gegnerischen Verschanzungen zerstören ließ, den Fluss mit seinen Reitern und der an den Steigriemen sich festhaltenden Infanterie überschritt, der am jenseitigen Ufer befindlichen fliegenden Brücke sich bemächtigte und endlich den Gegner unter bedenklichen, schwierigen Verhältnissen über Castel Guelfo (Guelfenburg), Alfeno und Fiorenzuola drängte. Diesen Erfolg an der Spitze seiner Truppen weiter auszunützen, war Prohaska nicht beschieden, denn noch am 13. April wurde ihm der Czako (Tschako) von einer Kanonenkugel durchschossen, was eine heftige Kopfentzündung zur Folge hatte. Der durchschossene Czako (Tschako) von Prohaska ist im Heeresgeschichtlichen Museum in Wien ausgestellt.
Von dieser genesen, kam Prohaska als Generalkommandoadjutant nach Ungarn, 1815 in der Eigenschaft eines Generaladjutanten des Erzherzogs Karl und auf dessen Veranlassung 1816 als zugeteilter Stabsoffizier zur Justiz-Normalien-Commission des Hofkriegsrates.
Als Ritter des Militär-Maria-Theresienorden stand ihm die Freiherrnwürde zu, die ihm am 2. Juli 1816 von Kaiser Franz I. mit dem Prädikat „von Guelfenburg“ verliehen wurde.
Seinem einflussreichen Wirken auf dem Posten im Hofkriegsrate folgten 1824 die Beförderung zum Generalmajor und Referenten der staatsrätlichen Militärkommission, 1832 die Beförderung zum Feldmarschallleutnant und 1835 die Ernennung zum zweiten Präsidenten des Hofkriegsrates. Im Jahr 1835 wurde Franz Adolf Freiherr Prohaska von Guelfenburg Oberst-Inhaber des k.k. Infanterieregiment Nr. 7. Im Jahr 1840 wurde er zum Chef der Militärsektion im Staatsrat ernannt.

### Übernahme von Papst Pius VII.
Eine der herausragendsten Episoden Franz Adolf Freiherr Prohaska von Guelfenburgs war die Übernahme Papst Pius VII. aus den Händen Napoleon Bonapartes am 25. März 1814. In der Nacht vom 5. auf den 6. Juli 1809 hatte Kaiser Napoleon I. Papst Pius VII. von Rom abführen und nach Savona bringen lassen. Die deutschen Bischöfe, darunter vor allem Fürsterzbischof Sigismund Graf von Hohenwart in Wien, versuchten sich für die Befreiung des heiligen Vaters, der noch dazu wiederholt den Ort des Gefängnisses wechseln musste, einzusetzen. Erst als Napoleon den Boden unter seinen Füßen wanken fühlte, verfügte er am 13. März 1814 die Aufhebung der Haft des Papstes. Nachdem ein Regiment, bestehend aus Oberst Prohaskas Vorposten und Regiments Kommandant, Oberstwachtmeister Graf Vinzenz Esterházy, Rittmeister Johann Horvath und Regimentsadjutant Andreas Lapartovics, den zuerst angeschwollenen und reißenden Fluss Taro durchschwammen, Papst Pius VII. auf dem jenseitigen Posten von General Rambourg übernahmen und mittels der zu diesem Zeitpunkt eingetroffenen Vorkehrungen den Papst über den Fluss übersetzten. Oberstwachtmeister von Oppitz übernahm den Heiligen Vater in Parma und geleitete ihn mit zwei Escadrons bis nach Rom, wo Oppitz noch einige Zeit Dienste leistete. Papst Pius VII. verlieh als Anerkennung Oberst Prohaska und Major Oppitz den Christusorden. Als Prohaska später selbst nach Rom kam, schenkte ihm Pius die Reliquien des heiligen Märtyrers Victorius, welche über Auftrag des Papstes aus den Katakomben der heiligen Priscilla gehoben worden waren. Prohaska brachte das kostbare Geschenk mit nach Wien und ließ es zunächst in der Reliquienschatzkammer des Stephansdoms aufstellen. Im Jahr 1840 entschloss er sich die Reliquien den Barmherzigen Schwestern von Wien-Gumpendorf zu schenken, wofür er eine aufwändige Fassung herstellen ließ. Die Gebeine wurden in der Kapelle unter der Mensa des Hochaltars beigesetzt. Bei einem Bombenangriff im November 1944 wurde der Reliquienschrein stark beschädigt, die Reliquie selbst blieb dabei unversehrt und wurde in einen gläsernen Schrein umgebettet. Im Jahr 1998 wurde die Echtheit der Reliquie von Kardinal Christoph Schönborn, Erzbischof von Wien, überprüft und bestätigt. Der Glasschrein wurde daraufhin wieder verschlossen und mit dem Siegel des Erzbischofs versehen. Im Oktober 2016 wurde die Reliquie von den Barmherzigen Schwestern an die Pfarre von Klein-Mariazell übergeben, wo sie in der Basilika auf dem der heiligen Scholastilka geweihten Seitenaltar aufgestellt ist.
Noch im Juli 1814 macht Papst Pius VII. dem k.u.k. Husarenregiment „Graf Radetzky“ Nr. 5, dem Prohaska damals angehörte, eine reich bestickte Standarte zum Geschenk, welche vom Papst am 28. Juni in der Schlosskapelle von Castelgandolfo selbst gesegnet wurde. Rittmeister Andreas Barttofy überbrachte die Standarte gemeinsam mit einer päpstlichen Bulla dem Regiment.

## Ruhestand
Erst 1849 trat Prohaska als General der Kavallerie in den Ruhestand.

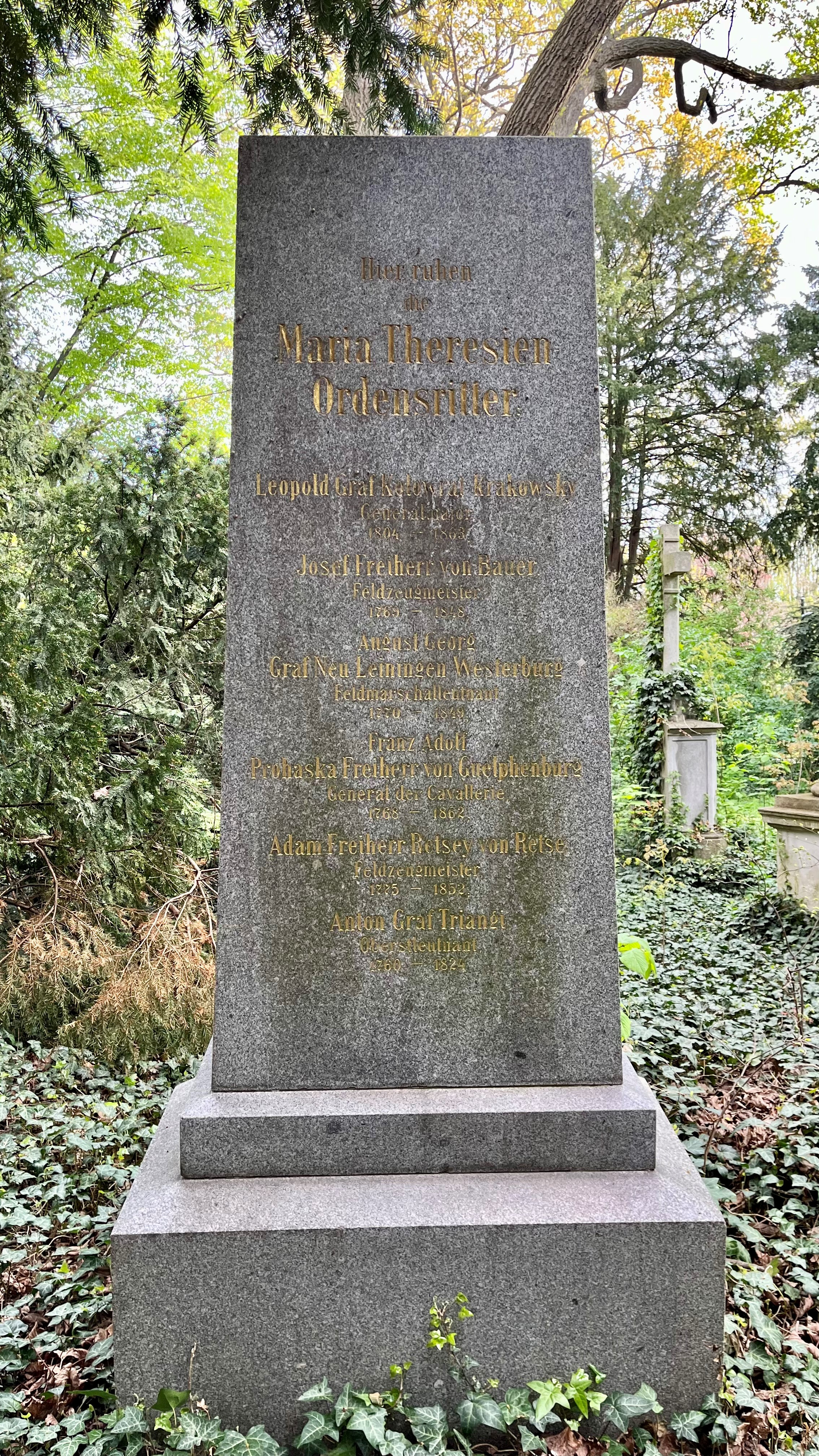

Wie sehr er aber auch die Leistungen seiner Untergebenen zu schätzen wusste, zeigt das am Todestage seinem Infanterieregiment zugehende Telegramm, welches lautete: „Meinem vielgeliebten braven Regimente, welches meinen Namen mit so vielen Siegesblättern schmückte, übersende ich nun, am Schlusse meiner Lebensepoche stehend, meinen innigsten Dank und herzlichen Gruß.“
Prohaska ließ seine Dienerschaft und Verwandten zusammenrufen und verabschiedete sich, wandte sich der Mauer zu und schlief ein. Er wurde nach eigenem Wunsch seziert, einbalsamiert und mit militärischem Gepräge vom Haus Nr. 6 in der Alservorstadt, Hauptstraße, in die Pfarrkirche zur allerheiligsten Dreifaltigkeit geführt. Dort wurde er eingesegnet und anschließend am Allgemeinen Währinger Friedhof bestattet. Im Jahr 1874 wurde der Allgemeine Währinger Friedhof geschlossen, 1923 völlig aufgelöst und in den heutigen Währingerpark umgestaltet. Im dortigen Gräberhain befindet sich noch heute ein Stein der an die hier ruhenden Maria Theresien Ordensritter erinnert, wo unter anderen auch „Franz Adolf Prohaska Freiherr von Guelphenburg, General der Cavallerie, 1768 - 1862“ aufscheint. Ursprünglich sollten seine Gebeine auf den Zentralfriedhof überführt werden, um dort in einem Ehrengrab beigesetzt zu werden, was offenbar nicht erfolgte, da kein offizielles Grab von Prohaska in der Verstorbenen-Suche der Gemeinde Wien zu finden ist.
Oberst Freiherr von Ettingshausen schrieb am 30. Oktober 1805 in einer „Conduite“-Beschreibung des damaligen Rittmeisters Prohaska unter anderem: „Vor dem Feind mit Kopf und Herz arbeitend, leistet er die besten Dienste und erwirbt sich täglich Ehre und die Zufriedenheit seiner Vorgesetzten. Seine Feder ist schön, bündig und umfassend. Er spricht Deutsch, Lateinisch, Französisch, Kroatisch, etwas Italienisch und Ungarisch.“
Franz Adolf Freiherr Prohaska von Guelfenburg war kinderlos. Am 5. Februar 1862, kurz vor seinem Tod, adoptierte er seinen Adjutanten, k. k. Hauptmann 1. Klasse, Adolf Leopold Karl Stadler, der mit seiner Großnichte Hubertine, geb. Wagner, verheiratet war und wandte sich mit einem Gesuch an den Kaiser, er möge Freiherrnstand, Prädikat und Wappen auf seinen nunmehrigen Adoptivsohn Adolf Stadler-Prohaska übertragen. Der Kaiser gewährte diesen Wunsch und verfügte mittels Adelsdiplom, dass alle ehelichen Nachkommen beiderlei Geschlechts Freiherrnstand, Prädikat und Wappen tragen sollen.
Seine Nachkommen leben heute überwiegend im Großraum Wien und Salzburg unter den Namen Guelfenburg, Stadler bzw. Stadler-Guelfenburg.

## Wappen

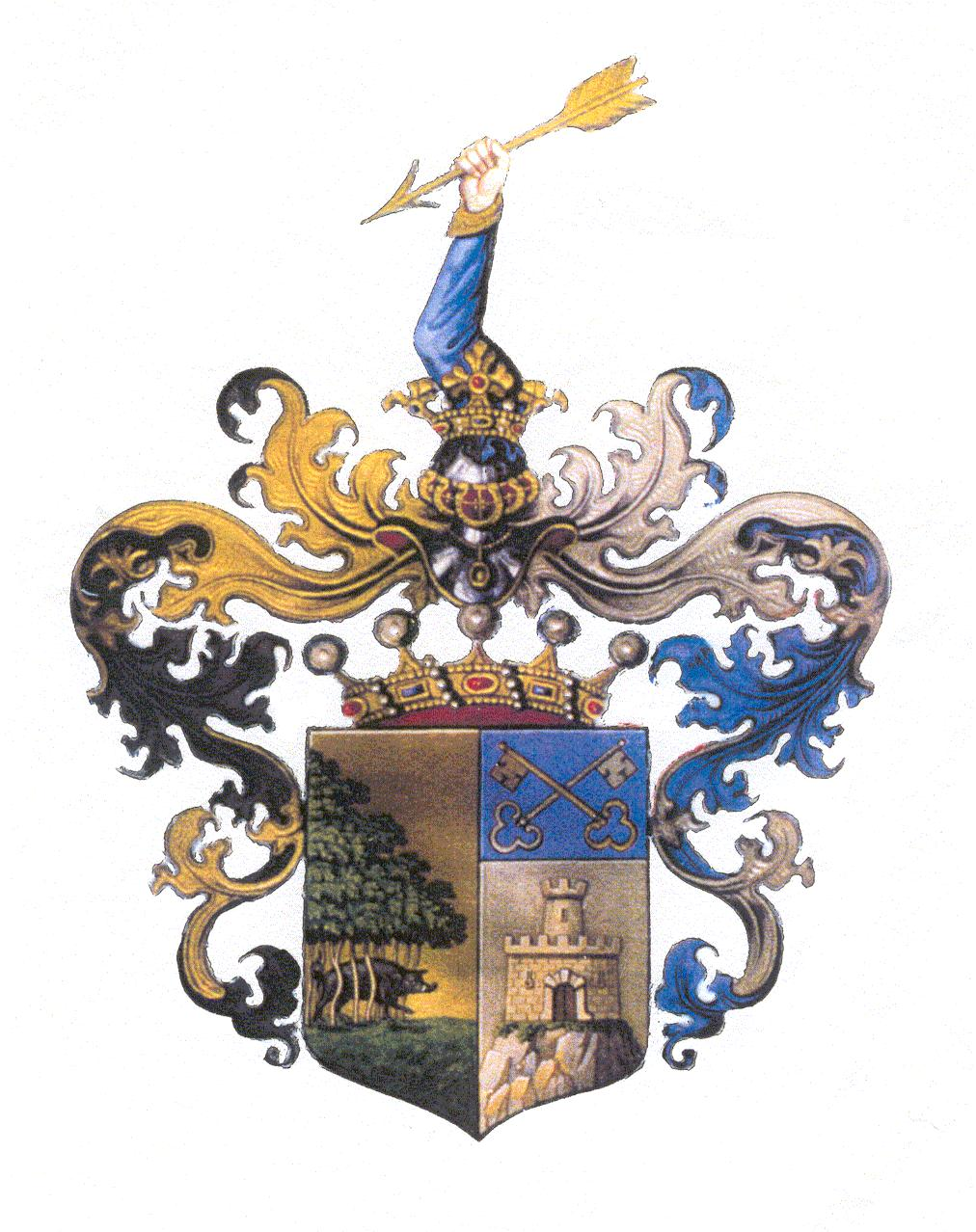
Wappen der Freiherrn Stadler-Prohaska von Guelfenburg. Adelsdiplom von 1862

Gespalten, vorn, aus rechtem Schildesrand aus grünem Fichtenwald einwärts hervorbrechender schwarzer Eber, in Gold; hinten unter blauem, mit dem gekreuzten goldenen Binde- und silbernen Löseschlüssel belegtem Schildeshaupt in Silber, auf grünem Boden eine gezinnte Burg mit rundem Turm und schwarzem Tor und Fenstern; Freiherrnkrone auf gekröntem Helm mit rechts schwarz- goldenen und links blau- silbernen Decken. Kleinod: Ein im Ellbogen gekrümmter blaugekleideter Arm mit goldenem Ärmelaufschlag, in der bloßen Hand ein goldener mit der Spitze rechts gewandter gefiederter Pfeil waagerecht.